# Estrella del Sur (película de 2013)
Estrella del Sur es una película colombiana del año 2013 dirigida por Gabriel González Rodríguez.

## Sinopsis
Un grupo de adolescentes de un colegio se ven vulnerados cuando en su barrio empiezan a aparecer folletos que indicaban que todo el que consumiera drogas o se metiera en problemas a más de las 10 de la noche sería asesinado por la Mano negra, una organización de limpieza social.

## Elenco
- Soraya Ramirez: Julieth Restrepo
- Antonio: David Trejos
- Gerson: Biassini Segura
- Mónica: Carolina Galeano
- Jessica: Sandra Reyes Rap
- Farid: Sergio Molina "AltoRango"

## Premios Nacionales
- Escritura de Guion para Largometraje, Fondo para el Desarrollo Cinematográfico -FDC-, 2008.
- Estímulo Producción de Largometrajes, Fondo para el Desarrollo Cinematográfico -FDC-, 2010.[1]

### Premios Internacionales
- Premio La Llave de la Libertad, 38 Festival de Cine Cine Iberoamericano de Huelva, España, 2012.[3]
- Concurso de Guiones Inéditos, 31 Festival Internacional del Nuevo Cine Latinoamericano de La Habana, Cuba, 2009.[1]

### Participación en Festivales
- Selección Oficial, 38 Festival de Cine Iberoamericano de Huelva, España, 2012.
- Selección Oficial Colombia al 100%, 53 Festival internacional de Cine de Cartagena de Indias, Colombia, 2013.
- Selección Oficial, 20th San Diego Latino Film Festival, Estados Unidos, 2013.
- Selección Oficial, Largometrajes de Ficción, Festival Internacional de *Cine Las Américas, Austin, Texas, Estados Unidos, 2013.[1]